# Alosa tanaica
Alosa tanaica é uma espécie de peixe da família Clupeidae no ordem dos Clupeiformes.

## Morfologia
• Os machos podem atingir 20 cm de comprimento total e 59 g de peso.

## Distribuição geográfica
Encontra-se no Mar Negro, Mar de Mármara e Mar de Azov.